# Енджел (монета)

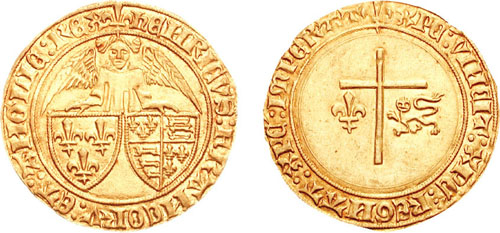
Французький ангел від імені англійського короля Генріха VI

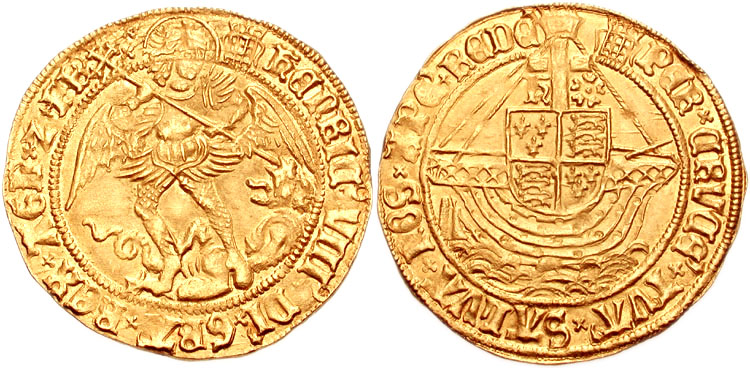
Енджел короля Генріха VIII

Енджел або Ангел (англ. Angel) — золота монета, що випускалася у Франції і Англії.
Перший Енджел із зображенням ангела був викарбуваний у Франції в 1341 році, там, ці монети отримали назву «Angelot» або «Ange d'or». У 1465 році Едуард IV почав чеканку подібних монет у Англії, Енджели прийшли в цю країну на зміну Ноблю спочатку називалися  Енджел-Нобль . Саме в Англії ця монета отримала найбільшого поширення.
І англійські і французькі Енджели є цінним нумізматичним матеріалом і мають високу колекційну вартість в залежності від стану.

## В Англії
Курс Енджела по відношенню до срібла постійно змінювався. Початкова вартість Енджела становила 6 шилінгів 8 пенсів, тобто рівно 80 пенсів, що становило третину фунта стерлінгів. З 1472 року в Англії почали випускатися монети в півенджела.
На аверсі монети містився Архангел Михаїл, який вражає списом змія, на легенді монети скорочена напис латиною, що означає: «Едуард IV, Божою милістю король Англії і Франції».
На реверсі зображений символічний корабель в променях сонця, на якому розташовується герб Англії та хрест. На легендою міститься скорочений напис латиною, що означає: «своїм хрестом спаси нас, Христос, наш рятівник».
Діаметр монети 27-31 мм, а вага становила 80 гранів (5,2 грама). Діаметр монети в півенджела — 20-21 мм, а вага 40 гранів (2,6 грама).
Обидві монети випускалися до 1662 року, коли король Карл II наказав припинити карбування Енджелів і почати випуск гіней.
Деякі зміни курсу:
- До 1526 року вартість срібла впала, і в правління Генріха VIII в одному Енджелі було 7 шилінгів і шість пенсів (всього 90 пенсів).
- У 1544 році в Енджелі було вже 8 шилінгів або 96 пенсів.
- У 1550 під час правління Едуарда VI вартість Енджела збільшилася до 10 шилінгів або 120 пенсів, тобто півфунта.
- До 1612 році за часів Якова I ціна Енджела збільшилася до 11 шилінгів або 132 пенсів.
- У 1619 році при Якові I Енджел став коштувати 10 шилінгів, а вагу його було зменшено до 70 гранів (4,5 грама).

## Острів Мен
З 1984 року острів Мен випускає золоті інвестиційні монети з номіналом в Енджел, на аверсі монети поміщений портрет королеви Єлизавети II, а на реверсі архангел Михаїл вражає списом змія.

## Зло короля
У Франції, а після домагань на французький трон і в Англії, існувала церемонія по лікуванню хвороби «зло короля», в той час так називалася скрофула, тобто золотуха, застаріла назва цілого ряду шкірних захворювань, найпоширенішими з яких були діатез і шкірний туберкульоз. За повір'ям, від зла короля міг вилікувати лише сам король, доторкнувшись до хворого золотою монетою, в більшості випадків такою монетою були саме Енджели. В англіканській Книзі спільної молитви (англ. Book of Common Prayer) від 1633 року міститься докладний опис церемонії. Після проведення церемонії пацієнтам було покладено зробити в монеті отвір і носити на шиї. Відомо, що французький король Генріх IV доторкався за одну церемонію монетою близько 1500 чоловік, а англійський король Карл II за своє правління лікував таким чином близько 45 000 осіб. Королева Анна в 1712 році на церемонії торкалась монетою відомого згодом поета Самюеля Джонсона. В Англії церемонію скасував король Георг I, вважаючи її «надто католицькою», а у Франції церемонія припинила існування за часів Людовика XV, однак в 1825 році церемонія була знову проведена, на загальне висміювання.